# Senapati (district)
Senapati is een district van de Indiase staat Manipur. In 2001 telde het district 379.214 inwoners op een oppervlakte van 3269 km². Delen van het zuidoosten splitsten zich in 2016 echter af en vormen sindsdien het district Kangpokpi.
Bishnupur · Chandel · Churachandpur · Imphal-Oost · Imphal-West · Jiribam · Kakching · Kamjong · Kangpokpi · Noney · Pherzawl · Senapati · Tamenglong · Tengnoupal · Thoubal · Ukhrul